# Шумкова (деревня)
Шумкова — деревня в Верхотурском городском округе Свердловской области, Россия. 

## Географическое положение
Деревня Шумкова муниципального образования «Верхотурский городской округ» расположена в 36 километрах (по автотрассе в 50 километрах) к юго-юго-востоку от города Верхотурье, на левом берегу реки Юрья (правого притока реки Салда, бассейна реки Тура).

## История деревни
Деревня была основана в середине XVII века, а своё название получило в XVIII веке по фамилии местных жителей Шумковых. Деревня относилась к Верхотурскому монастырю.

## Население
| 1873 | 2002 | 2010 |
| ---- | ---- | ---- |
| 149  | ↘1   | ↘0   |